# Eksuperiusz
Eksuperiusz – imię męskie pochodzenia łacińskiego, oznaczające „nadmierny”. 
Wśród świętych katolickich o tym imieniu znani są  Eksuperiusz z Agaunum – żołnierz Legii Tebańskiej, dwaj biskupi (z Tuluzy i Bayeux) oraz męczennik z Pamfilii. Znaną historycznie postacią świecką jest również retor z Tuluzy.
Eksuperiusz imieniny obchodzi 2 maja, 22 września i 28 września.
Por. Antoine de Saint-Exupéry